# Euro en Espagne
- États membres de la zone euro : 20 pays (Allemagne, Autriche, Belgique, Chypre, Croatie, Espagne, Estonie, Finlande, France, Grèce, Irlande, Italie, Lettonie, Lituanie, Luxembourg, Malte, Pays-Bas, Portugal, Slovaquie, Slovénie)
- Micro-États non membres de l'UE utilisant l'euro avec l'accord de l'UE : 4 pays (Andorre, Monaco, Saint-Marin et Vatican)
- États non membres de l'UE qui ont adopté l'euro unilatéralement : 2 pays (Kosovo et Monténégro)
- États membres de l'Union européenne (UE) qui ont rejoint le MCE II : 1 pays (Bulgarie)
- État membre de l'UE faisant partie du MCE II mais qui est exempté de l'obligation de rejoindre la zone euro (Danemark).
- États membres de l'UE qui ont l'obligation  de rejoindre la zone euro : 5 pays (Hongrie, Pologne, Roumanie, Suède et Tchéquie)

L'introduction de l'euro en Espagne a eu lieu le 1er janvier 1999, à la suite des décisions prises durant le Conseil européen du 3 mai 1998, en même temps que pour les dix autres premiers pays ayant adopté l'euro comme monnaie commune et sous forme scripturale (comptes bancaires, virements, chèques).
L'utilisation des billets et pièces entre en vigueur en même temps que pour ces autres pays et la Grèce, le 1er janvier 2002. L'adhésion de l’Espagne à la Communauté économique européenne remonte au 1er janvier 1986. Avant l’adoption de l’euro, la monnaie espagnole était le peseta.

## Adhésion à la zone euro
En 1991, le sommet de Maastricht fixe les conditions d'accès à l'union monétaire européenne.
Le peseta (code ISO 4217 : ESP) devient une subdivision de la nouvelle monnaie européenne, l'euro (code EUR), à raison de 1 EUR = 166,386 ESP.
À la suite de l’introduction des billets et des pièces en euro, une période transitoire de deux mois a été instaurée en Espagne, durant laquelle le peseta et l’euro ont circulé simultanément. Cette phase de double circulation a pris fin le 1er mars 2002, date à laquelle l’euro est devenu la seule monnaie ayant cours légal dans le pays.
Les billets et pièces restaient toutefois échangeables à la Banque d’Espagne jusqu’au 30 juin 2021.

## Billets et pièces
Les premières pièces espagnoles en euros ont été frappées en 1999, 2000 et 2001, leur mise en circulation a été effective en janvier 2002. Ces pièces ont été produites par la Fabrique nationale de la monnaie et du timbre (en espagnol, Fábrica Nacional de Moneda y Timbre - Real Casa de la Moneda – FNMT-RCM) et mises en circulation par la Banque d’Espagne.
Les billets en euros ont été émis par la Banque d’Espagne, sur décision du Conseil des gouverneurs de la Banque centrale européenne, selon les besoins monétaires prévus pour la transition et les années suivantes.

### Référénces
1. ↑  « Conseil européen, 1998 »
2. ↑  « Taux de change Peseta en euro »
3. ↑  (en) « Spain and the euro »
4. ↑  (es) « Échange du peseta en euro » (consulté le 4 août 2025)
5. ↑  (es) « Monnaie en euro » (consulté le 4 août 2025)
6. ↑  (es) « Billetes y monedas » (consulté le 4 août 2025)